# (439234) 2012 TG132
(439234) 2012 TG132 es un asteroide perteneciente al cinturón de asteroides, descubierto el 9 de octubre de 2012 por el equipo del Mount Lemmon Survey desde el Observatorio del Monte Lemmon, Arizona, Estados Unidos.

## Designación y nombre
Designado provisionalmente como 2012 TG132.

## Características orbitales
2012 TG132 está situado a una distancia media del Sol de 2,752 ua, pudiendo alejarse hasta 2,897 ua y acercarse hasta 2,606 ua. Su excentricidad es 0,053 y la inclinación orbital 6,921 grados. Emplea 1667,29 días en completar una órbita alrededor del Sol.
Pertenece a la familia de asteroides de (10955) Harig.

## Características físicas
La magnitud absoluta de 2012 TG132 es 16,81. 